# Franz Karl Stark
Franz Karl Stark (geboren 3. April 1873 in Elbogen, Österreich-Ungarn; gestorben 14. Oktober 1952 in Neustadt an der Aisch) war ein tschechoslowakischer Politiker. 

## Leben
Franz Karl Stark war Bergarbeiter. Er engagierte sich gewerkschaftlich und wurde Mitglied der Sozialdemokratischen Arbeiterpartei Österreichs. Er wurde nach 1919 Kreisparteisekretär der Deutschen sozialdemokratischen Arbeiterpartei (DSAP) in Mies. Dort wurde er auch Vorsitzender der Bezirkskrankenkasse und in der Stadt langjähriger Vizebürgermeister. Bei den ersten Parlamentswahlen 1920 wurde er für die DSAP in den Tschechoslowakischen Senat gewählt. In den Jahren 1925 und 1930 wurde er jeweils wiedergewählt. In der Partei war Stark von 1923 bis 1932 Mitglied der Parteikontrolle. Im Jahr 1932 wurde er als stellvertretendes Mitglied in den Parteivorstand gewählt. Stark war Herausgeber der Zeitschrift Zukunft. Sozialdemokratisches Organ für Süd- und Westböhmen, die in Pilsen erschien. 
Nach der deutschen Annexion des Sudetenlandes 1938 geriet er in Gestapo-Haft und wurde in das KZ Dachau verschleppt. Dort wurde er über drei Monate lang im Bunker inhaftiert und anschließend im Strafblock misshandelt. Nach seiner Entlassung aus der KZ-Haft musste er sich dreimal in der Woche auf dem Polizeirevier in Mies melden. Im Juni 1940 war er nochmals in Karlsbad inhaftiert.
Bei Kriegsende bestimmte die US-Army ihn zum zivilen Leiter der Stadt Mies, tschechische Emissäre aus Prag setzten ihn aber kurze Zeit danach wieder ab. Stark wurde als Deutscher aus der Tschechoslowakei vertrieben, und er geriet nach Neustadt an der Aisch in der Amerikanischen Zone. 